# Bravo-Jahrescharts 1989
Die Jugendzeitschrift Bravo erscheint seit 1956 und enthält in jeder Wochenausgabe eine Hitliste, die von den Lesern gewählt wurde. Zum Jahresende wird eine Jahreshitliste erstellt, die Bravo-Jahrescharts. Ab 1960 wählen die Bravo-Leser ihre beliebtesten Gesangsstars und dekorieren sie mit dem Bravo Otto

## Bravo-Jahrescharts 1989
1. Looking for Freedom – David Hasselhoff – 358 Punkte
2. Das Omen (Teil 1) – Mysterious Art – 332 Punkte
3. The Look – Roxette – 325 Punkte
4. First Time – Robin Beck – 323 Punkte
5. Like a Prayer – Madonna – 317 Punkte
6. Lambada – Kaoma – 266 Punkte
7. Sealed with a Kiss – Jason Donovan – 250 Punkte
8. You Are the One – a-ha – 241 Punkte
9. Eternal Flame – Bangles – 216 Punkte
10. Girl I’m Gonna Miss You – Milli Vanilli – 204 Punkte

## Bravo-Otto-Wahl 1989

### Pop/Rock-Gruppe
1. Goldener Otto: Milli Vanilli
2. Silberner Otto: Roxette
3. Bronzener Otto: Bros

### Hard-'n-Heavy-Gruppe
1. Goldener Otto: Bon Jovi
2. Silberner Otto: Europe
3. Bronzener Otto: Guns N’ Roses

### Sänger
1. Goldener Otto: Jason Donovan
2. Silberner Otto: David Hasselhoff
3. Bronzener Otto: Michael Jackson

### Sängerinnen
1. Goldener Otto: Sandra
2. Silberner Otto: Madonna
3. Bronzener Otto: Kylie Minogue